# Unione Sportiva Livorno 1915
Unione Sportiva Livorno 1915 (anteriormente Associazione Sportiva Livorno Calcio), comumente conhecido como simplesmente Livorno, é um clube italiano de futebol da cidade de Livorno, na região da Toscana.

## História
O Livorno foi fundado no ano de 1915, nascendo da fusão de dois clubes de futebol da cidade:Virtus Juventusque e Spes Livorno. O primeiro presidente do clube foi Arrigo Galeotti e a cor escolhida pelo clube foi o grená ("amaranto" em italiano, de onde vem o apelido do clube), cor predominante na bandeira da cidade de Livorno. O escudo também tem detalhes em amarelo e branco.
Depois de alcançar a final nacional na temporada de 1919-1920, foi uma das 18 equipes admitidas em 1929 para jogar na Serie A, tendo como melhor resultado o vice-campeonato na temporada 1942-43. A equipe toscana disputou ponto a ponto o campeonato contra o fortíssimo Torino, que sagrou-se o campeão daquele ano. Em sua história o clube também inclui vários campeonatos e taças menores em nível nacional, enquanto na Europa tem uma participação na Copa da UEFA de 2006–07, onde foi eliminado para o Espanyol, na fase de Fase de 16-avos.
Ao final da temporada 1948-49, o Livorno foi rebaixado para a Serie B italiana, após sete temporadas consecutivas na Serie A. O clube só retornou à primeira divisão 55 anos depois, na temporada 2003-04, após obterem o terceiro lugar na segunda divisão, sob comando de dois dos maiores ídolos do clube, Cristiano Lucarelli e Igor Protti, que também são os dois maiores goleadores da história do Livorno, com 111 e 140 gols, respectivamente.
Em seu retorno à Serie A, na temporada 2004-05, o Livorno obteve uma boa nona colocação e teve seu atacante Cristiano Lucarelli como maior artilheiro da competição, com 25 gols marcados.[carece de fontes?]
Na temporada 2006-07, após terminar na sexta colocação do campeonato anterior, o Livorno se classificou para a Taça UEFA, disputando uma competição oficial europeia pela primeira vez. O time toscano conseguiu superar a fase preliminar e se classificar para a fase de grupos, onde disputou com Rangers, Auxerre , FK Partizan e Maccabi Haifa . Depois de uma derrota em casa para o Rangers (2–3) e dois empates 1–1 contra o Partizan e Maccabi, o time toscano conquistou uma vitória por 1 a 0 sobre o Auxerre fora de casa, conquistando assim uma vaga nas fase de 16-avos da competição. No entanto, foi eliminada pela equipe espanhola Espanyol, que seria finalista naquela temporada, pelo placar agregado de 4–1.
Na temporada 2013-14, o Livorno voltou a ser rebaixado para a Série B e desde então não disputou mais a primeira divisão italiana.  Em 2016, o Livorno foi rebaixado para a Serie C, mas dois anos depois a equipe conseguiu se recuperar para a Série B. Na temporada 2019-20 da Série B, o Livorno terminou em último, levando-o a ser rebaixado para a Série C. Na temporada 2020-21 da Série C, o Livorno terminou em último lugar com 29 pontos, após uma dedução de cinco pontos devido ao não pagamento dos salários dos jogadores em dia e foi rebaixado para a Série D.
No entanto, o pedido de inscrição do Livorno no campeonato italiano Serie D 2021-2022 foi rejeitado pela Lega Nazionale Dilettanti, que organiza a quarta divisão na Itália, pois o o registro foi considerado “inelegível em razão do não cumprimento de obrigações financeiras”.
Assim, o clube declarou falência e abriu processo de liquidação, sendo adquirido por Paolo Toccafondi e relegado ao torneio Eccellenza, competição regional semiamadora e equivalente à "quinta divisão". Em razão da falência, o clube precisou mudar de nome e escudo, passando a se chamar Unione Sportiva Livorno 1915. Na temporada 2021-22, o Livorno terminou em primeiro lugar no Grupo B da Eccellenza Toscana, mas foi derrotado por pouco nos playoffs nacionais pelo SSD Pomezia Calcio. Porém, o Livorno foi admitido de volta à Série D, pegando a vaga do Figline, clube que teve a promoção revogada pela Federação Italiana de Futebol (FIGC) após denúncias de manipulação de resultados.

## Estádio
O Livorno manda seus jogos no seu estádio, o Armando Picchi. A espaço multiuso localizado na cidade de Livorno, possuindo 19.238 lugares e foi construído no ano de 1933. Seu nome é uma homenagem ao grande jogador da Inter de Milão, nascido na cidade de Livorno.

## Rivalidades
O maior adversário do Livorno é o Associazione Calcio Pisa 1909. Porém, o clube também rivaliza com Lazio, Fiorentina, Siena, Prato e Lucchese, em sua boa parte em razão de diferenças geográficas e políticas.

## Títulos
| Nacionais | Nacionais             | Nacionais | Nacionais              |
|           | Competição            | Títulos   | Temporadas             |
| --------- | --------------------- | --------- | ---------------------- |
|           | Série B               | 3         | 1936, 1953, 1987       |
| Itália    | Série C               | 1         | 1935                   |
| Itália    | Série C1              | 1         | 1934                   |
| Itália    | Série C2              | 2         | 1926, 1932             |
| Itália    | Série D               | 1         | 2024/25                |
|           | Coppa Italia Lega Pro | 4         | 1943, 1962, 1977, 1993 |

## Recordes individuais
Recordistas de partidas e os maiores artilheiros do AS Livorno até o momento.
| - 369 Mauro Lessi (1953-1960; 1961-1969) - 278 Igor Protti (1985-1988; 1999-2005) - 277 Mario Magnozzi (1919-1930; 1933-1936) - 259 Paolo Silvestri(1922-1934) - 242 Mario Stua (1937-1943; 1945-1948) - 238 Renato Bellinelli (1961-1971) - 229 Ostilio Capaccioli (1936-1943; 1945-1949) - 216 Andrea Luci (2010-) - 214 Gino Merlo (1946-1952) - 214 Paolo Lami (1924-1937) - 206 Alessandro Lambrughi (2010-2014; 2014- ) - 198 Franco Mondello (1972-1979; 1980-1981) - 197 Costanzo Balleri (1953-1959; 1965-1967) - 194 Mario Zidarich (1937-1943; 1945-1947) - 194 Alfredo Simonti (1949-1956) - 192 Richard Vanigli (1998-2004) |

| - 184 Mario Magnozzi (1919-1930; 1933-1936) - 123 Igor Protti (1985-1988; 1999-2005) - 103 Cristiano Lucarelli (2003-2007; 2009-2010) - 68 Vinicio Viani (1938-1942) - 52 Paulinho (2004-2007; 2008-2009; 2011-2014) - 49 Mario Stua (1937-1943; 1945-1948) - 48 Francesco Tavano (2007-2011) - 46 Teresio Piana (1941-1943; 1945-1949) - 46 Emilio Gratton (1957-1961) - 46 Enio Bonaldi (1995-1998) |

## Treinadores
| - Jack Kirwan (1923–24) - Karl Stürmer (1934–36) - József Viola (1940–41) - Hermann Felsner (1948–50) - Mario Magnozzi (1954–56) - Arturo Silvestri (1959–61) - Carlo Parola (1964–65) - Aldo Puccinelli (1969–70) - Armando Picchi (1969–70) - Costanzo Balleri (1970–72) - Giovan Battista Fabbri (1973–74) - Aldo Puccinelli (1975) - Francisco Lojacono (1975–76) - Tarcisio Burgnich (1978–80) - Idilio Cei (1981–82) - Costanzo Balleri (1982–83) - Giuliano Zoratti (1992–94) - Giuseppe Papadopulo (July 1, 1995 – June 30, 1996) - Paolo Stringara (1996–98) - Simone Boldini (Dec 30, 1998–99) - Pietro Carmignani (1999–00) - Osvaldo Jaconi (July 1, 2000 – June 30, 2002) - Roberto Donadoni (July 1, 2002 – June 30, 2003) - Walter Mazzarri (July 1, 2003 – June 30, 2004) - Franco Colomba (July 1, 2004 – Jan 11, 2005) - Roberto Donadoni (Jan 11, 2005 – Feb 6, 2006) - Carlo Mazzone (Feb 7, 2006 – June 30, 2006) - Daniele Arrigoni (July 1, 2006 – Jan 14, 2007) | - Fernando Orsi (March 20, 2007 – Oct 10, 2007) - Giancarlo Camolese (Oct 10, 2007 – April 28, 2008) - Leonardo Acori (June 4, 2008 – May 23, 2009) - Gennaro Ruotolo (May 23, 2009 – Oct 20, 2009) - Serse Cosmi (Oct 21, 2009 – Jan 25, 2010) - Gennaro Ruotolo (2010) - Giuseppe Pillon (June 30, 2010 – Feb 12, 2011) - Walter Novellino (Feb 12, 2011 – Dec 21, 2011) - Armando Madonna (Dec 22, 2011 – May 6, 2012) - Attilio Perotti (May 6, 2012 – June 6, 2012) - Davide Nicola (June 6, 2012 – Jan 13, 2014) - Attilio Perotti (Jan 13, 2014 – Jan 21, 2014) - Domenico Di Carlo (Jan 21, 2014 – April 21, 2014) - Davide Nicola (April 21, 2014 – June 30, 2014) - Carmine Gautieri (July 4, 2014 – Jan 4, 2015) - Ezio Gelain (Jan 4, 2015 – March 18, 2015) - Christian Panucci (March 18, 2015 – Nov 25, 2015) - Bortolo Mutti (Nov 25, 2015 – Jan 27, 2016) - Christian Panucci (Jan 27, 2016 – March 21, 2016) - Franco Colomba (March 21, 2016 – April 16, 2016) - Ezio Gelain (April 16, 2016–) |